# Heribert Stadler
Heribert Stadler (* 4. Januar 1964) ist ein ehemaliger deutscher Fußballspieler.
Stadler wechselte in der Jugend vom ASV Schurwald zum VfB Stuttgart. Er gewann mit dem VfB die Deutsche Meisterschaft der A-Junioren 1980/81 und war beim 4:0-Endspielsieg gegen den FC Schalke 04 am 15. Juli 1981 über die volle Spieldistanz im Einsatz. Zwischen 1982 und 1985 absolvierte Stadler für die Amateurmannschaft des VfB Stuttgart in der Oberliga Baden-Württemberg 78 Partien und erzielte dabei sieben Treffer.
Zur Saison 1985/86 wechselte er zu den Stuttgarter Kickers in die 2. Bundesliga. Mit den Kickers erreichte Stadler das Endspiel im DFB-Pokal 1986/87, in dem er bei der 1:3-Niederlage gegen den Hamburger SV eingewechselt wurde. In der Zweitligaspielzeit 1987/88 gelang ihm mit den Stuttgarter Kickers durch die Meisterschaft der Aufstieg in die Bundesliga. Stadler war in der Bundesligasaison 1988/89 in sieben Bundesligaspielen im Einsatz und stieg mit den Kickers trotz Punktgleichheit mit drei besser positionierten Mannschaften am Saisonende als Tabellenvorletzter ab. In der Zweitligasaison 1990/91 gelang ihm mit den Stuttgarter Kickers über die Relegation erneut der Bundesligaaufstieg.
Am 15. August 2000 gründete Stadler seine eigene Agentur für Markenkommunikation. Im Januar 2017 hat Stadler 100 Prozent der Anteile an der Markenagentur bilekjaeger in Stuttgart übernommen und leitet diese nun als geschäftsführender Gesellschafter.